# Ozon (Fernsehsendung)
OZON war eine Umwelt- und Wissenschaftssendung des Rundfunks Berlin Brandenburg (RBB). Seit April 1990 moderierte sie Hellmuth Henneberg. Im Mai 2010 startete die OZON-Reihe als monothematische Reportagesendung neu unter dem Namen OZON unterwegs.

## Geschichte
OZON gehörte zu den ältesten deutschsprachigen Umwelt- und Wissenschaftssendungen und war eine Errungenschaft der Proteste in der DDR 1989. Die erste OZON-Sendung unter dem Titel „Luft zum Atmen“ wurde am 21. November 1989 um 21:00 Uhr im Fernsehen der DDR gesendet und von Harro Hess, Wissenschaftsjournalist bei Radio DDR moderiert. Es ging um die Freigabe der Umweltdaten, die schlechte Luft in Städten wie Magdeburg und Dresden und die Potsdamer Umweltnacht. Studiogäste waren Matthias Platzeck, Ingenieur für Kommunalhygiene in Potsdam, Reimar Gilsenbach, Schriftsteller aus Brodowin, Rolf Caspar, Sekretär der Gesellschaft für Natur und Umwelt im Kulturbund, Prof. Knoch, Umweltmediziner in Dresden, sowie Sigrid Rothe, Mitglied der Umweltgruppe "Oase", der Evangelischen Kirche Erfurt.
Die Ausstrahlung der Sendung war eine Reaktion der Publizistikleitung des DDR-Fernsehens auf einen Protestartikel, den die Zeitung Bauernecho am 9. November 1989 noch vor der Maueröffnung veröffentlicht hatte. Darin forderte der Kreisvorstand Berlin-Hellersdorf der Bauernpartei, die verbotene Sendereihe „Kreisläufe“ wieder ins Programm zu nehmen und zu einer richtigen Umweltsendung zu entwickeln. Lanciert hatte den Artikel der Agrarwissenschaftler Reiner Sermann nach Kontakten mit der Redaktion.
Seit 1978 war im Bereich Landwirtschaft des DDR-Fernsehens unter dem liberalen Chefredakteur Hans Günther eine kleine Allianz aus parteilosen „grünen“ Journalisten entstanden. Zu ihnen gehörten die Redakteure Riamara und Hartmut Sommerschuh und der Kameramann Werner Peter. In einem heimlichen Bündnis mit kritischen Wissenschaftlern und Naturschützern wie Michael Succow, Otto Rindt, Erna Kretschmann und Kurt Kretschmann gelang es ihnen allmählich, ein Fenster für ökologische Themen aufzustoßen.
Zwar misstrauisch beäugt liefen dennoch auf guten Abendplätzen Filme über die Rekultivierungsprobleme der Braunkohlelandschaften, über alternative Energien, über den Humusmangel in der Landwirtschaft und die Naturschutzpioniere der DDR.

## Vorläufersendung Kreisläufe
Ende 1983 entstand im zweiten Programm des DDR-Fernsehens das Agrarmagazin „Kreisläufe“. Auch hier setzten dieselben Journalisten Umweltthemen durch. Es entstanden über 40 Beiträge zu ökologischen Problemen der DDR-Landwirtschaft. Dazu gehörten Beiträge über Wind- und Wassererosion, Eutrophierung der Gewässer, Schadverdichtung der Böden, die Trockenlegung der Moore oder über zu große Ackerflächen.
Kontakte von Hartmut Sommerschuh auch zur oppositionellen Umweltbewegung, seine Teilnahme an der Ökokirmes in Köpenick und am Treffen der Stadtökologie-Gruppen um Matthias Platzeck unter der Schirmherrschaft der Gesellschaft für Natur- und Umwelt in Potsdam registrierte die Staatssicherheit als „äußerst schädlich für das DDR-Fernsehen“.
Noch im August 1989 wurde Kreisläufe nach einer Sendung der Autoren Ernst-Alfred Müller und Jochen Wieczorek über die Waldschäden in Thüringen und im Erzgebirge von der ZK-Abteilung für Agitation und Propaganda um Joachim Herrmann verboten. Obwohl die Redaktion aufgelöst wurde, schickten die Redakteure Uta Greschner, Martina Hasselmann, Hartmut Sommerschuh, der Kameramann Werner Peter und der Regisseur Peter Schaaf eine Konzeption für eine Umwelt-Sendereihe an die Volkskammer der DDR. Hilferufe gingen auch an den Journalistenverband, den Verband der Film- und Fernsehschaffenden sowie an die Nachrichtenagentur ADN. Ab 1990 lief OZON  im Deutschen Fernsehfunk. Ab 1992 übernahm der Direktor des neu gegründeten Ostdeutscher Rundfunks Brandenburg (ORB) Michael Albrecht OZON als eine der wenigen Sendereihen in sein Programm.

## Andere Umweltsendungen
Neben GLOBUS, Natur&Umwelt (ARD), ZDF.umwelt und OZON entstanden nach dem Riogipfel von 1992 weitere Umweltmagazine im Fernsehen. Ende Januar 1992 startete der Privatsender Sat.1 Fünf vor Zwölf mit Petra Kelly als Moderatorin und die Deutsche Welle das Magazin Noah. 1993 begann „Unkraut“ im Bayerischen Rundfunk. Bis 1997 kamen das WDR-Umweltmagazin Dschungel mit Jean Pütz auf West 3 und Biotop beim MDR dazu.
Nach 2003 waren viele dieser Reihen wieder verschwunden. Auch Dschungel und die Hobbythek mit Jean Pütz wurden gestrichen. 2004 wurde W wie Wissen beschlossen und dafür Globus abgesetzt. Obwohl sich das Magazin für Forschung und Umwelt seit 2000 weg vom „Alarmismus“, hin zu einem „Mutmacher“ profilierte, von alten Feindbildern löste, oft „herzerfrischend positiv“ war und die von der ARD geforderte Quote bis zuletzt stimmte.
Bis in die 1990er Jahre sorgte der Umwelt-Journalismus für politischen Druck auf Gesetzgeber und Industrie, getragen von einer breiten Öko-Protestbewegung (Greenpeace) und einer erstarkenden politischen Lobby (Die Grünen). Themen wie Waldsterben, Klimawechsel, alternative Energien, nachhaltige Forst- und Agrarwirtschaft wurden in die Gesellschaft getragen und auf die politische Agenda gesetzt.
Die von den 1970er und 1980er Jahren geprägten Wissenschafts- und Umweltjournalisten wie Horst Stern, Hans Lechleitner vom Bayerischen Rundfunk und Alfred Thorwart vom WDR verstanden sich als politische Journalisten der ARD. Mit einem geschmeidigen, quotenstarken Infotainment taten sie sich schwer. Den Trend zum Ökotainment machten ihre Magazine nicht mit, stellte eine wissenschaftliche Untersuchung des Instituts für Publizistik an der Freien Universität Berlin bereits 1997 fest. Wie Volker Angres von der Sendereihe ZDF.Umwelt folgten auch Hellmuth Henneberg als Moderator von OZON und die verantwortlichen Redakteure Heiderose Häsler und Hartmut Sommerschuh diesem Vorbild.

## Mehrmalige Rettung durch Proteste
Auch im ORB gab es schon 1993 zum ersten Mal die Auffassung, Umweltthemen könnten von anderen Sendungen mit abgedeckt werden. Doch zufällige Preisverleihungen retteten die Sendung OZON immer wieder vor Streichungsideen. Mit der Fusion des Senders Freies Berlin (SFB) und des ORB zum RBB Fernsehen 2003 entstand die Frage, wie mit den beiden Wissenschaftssendereihen Einstein (SFB), Wissenschaftsmagazin (ORB) und dem Umweltmagazin OZON (ORB) verfahren werden soll. Man entschied sich für einen völligen Neuanfang. Doch die Veröffentlichung dieser Pläne löste eine Kette von Protesten für den Erhalt von OZON aus. Bereits Ende November 2003 veröffentlichte die Landesmitgliederversammlung Brandenburg der Grünen Liga Berlin einen Appell an den neuen RBB. Fast alle anderen deutschen Umweltorganisationen folgten. Aber auch Künstlerverbände, die evangelische Kirche, der Berliner Mieterbund, Wissenschaftler, Institute, das Agrar- und Umweltministerium Brandenburg, Naturschützer und Einzelpersonen schlossen sich an. Schließlich entschied sich der RBB, OZON zu erhalten und als neues Magazin für Wissenschaft und Umwelt auszustrahlen.
Am 30. November 2004 verabschiedete sich die alte Umweltsendereihe und startete am 12. Januar 2005 als Magazin für Wissenschaft und Umwelt auf einem neuen Sendeplatz mittwochs 21:45 Uhr. Hellmuth Hennberg blieb weiterhin Moderator. Der Zugewinn an Wissenschaftsthemen bereicherte das Profil, ging aber auch zu Lasten kritischer Beiträge. Ende 2009 kündigte der RBB die Einstellung der Sendungen Berliner Nacht-Taxe, Filmvorführer und des Magazins Ozon an, wegen der Überzahl von Magazinen. Erneut regte sich öffentlicher Protest. Diesmal forderte das Bündnis der Potsdamer Wissenschaftseinrichtungen PRO Wissen aber auch die Brandenburger Forschungsministerin neben den Umweltverbänden einen Erhalt von OZON. Am 3. Mai 2010 startete OZON mit der Folge Schlaflos um Schönefeld – wie krank macht Fluglärm? neu als monothematisches Format OZON unterwegs. Die halbstündige Sendung wurde seitdem einmal monatlich am Montag um 22:15 Uhr ausgestrahlt. Im September 2016 wurde sie dennoch durch die neue Reihe rbb wissen ersetzt.

## Auszeichnungen
- 1992 Journalistenpreis des BUND  Der grüne Zweig
- 1994 Journalistenpreis der Deutschen Umweltstiftung
- 1997 Hans-Klose-Preis der  Alfred Toepfer Stiftung  F.V.S. Hamburg an Redaktionsleiter Hartmut Sommerschuh
- 2000 Bruno-H.-Schubert-Preis für den  Film  „Verbotene Wildnis“ über die Rückkehr der Natur in den stillgelegten Lausitzer Tagebaugruben[3]
- 2002 DUH-Umweltmedienpreis
- 2003 Umweltjournalistenpreis  des NABU  Brandenburg
- 2004 Deutscher Denkmalschutzpreis für die dreiteilige Sendungsfolge „Rettung der Feldstein-Lehm- und Backsteinhäuser“  in Brandenburg
- 2008 Ehrenpreis der Stiftung Naturschutz Berlin[4]
- 2011 Publikumspreis des  Brandenburger Festivals Ökofilmtour 2011